# Ярбас Нумідійський
Ярбас Нумідійський (дав.-гр. Ίάρβας, лат. Hiarbas), Ярб — цар Нумідії, родич Югурти.
Після остаточної поразки Югурти у війні з римлянами отримав частину Нумідії. Під час війни Гая Марія з Луцієм Корнелієм Суллою підтримав Марія. Був розгромлений Гнеєм Помпеєм, взятий у полон і страчений. Збереглося кілька монет карбування яких приписують Ярбасу.